# Val de descompte
Un  val de descompte o simplement  val és un document comercial, per pagar un producte, ja sigui bé o servei. Pot representar el pagament total o parcial (descompte immediat en el moment de la compra per la quantitat que apareix en el val).
És habitual que els establiments comercials proporcionin vals als seus clients per fidelitzar-los. El val serveix per a descomptes, i també serveix per donar-se a conèixer a clients nous, oferint-los un article més barat o gratuït. En altres casos forma part del procés de devolució, el comerç estén un val que permet canviar un producte adquirit per un altre en un temps futur.